# Ntonhéro
Ne doit pas être confondu avec Ntonhiro.
Ntonhéro (ou N’tonhéro) est un village du département et la commune rurale de Iolonioro (ou Niolonioro), situé dans la province de la Bougouriba et la région du Sud-Ouest au Burkina Faso.

## Géographie

### Démographie
- En 2006, cette localité comptait 517 habitants dont 47.2% de femmes[1].